# Daboh
Daboh é uma cidade e uma nagar panchayat no distrito de Bhind, no estado indiano de Madhya Pradesh.

## Geografia
Daboh está localizada a 26° 02′ N, 78° 53′ L. Tem uma altitude média de 161 metros (528 pés).

## Demografia
Segundo o censo de 2001, Daboh tinha uma população de 15 897 habitantes. Os indivíduos do sexo masculino constituem 54% da população e os do sexo feminino 46%. Daboh tem uma taxa de literacia de 60%, superior à média nacional de 59,5%: a literacia no sexo masculino é de 72% e no sexo feminino é de 47%. Em Daboh, 17% da população está abaixo dos 6 anos de idade.